# أوقات جيدة، أوقات سيئة (مسلسل هولندي)
أوقات جيدة، أوقات سيئة هو مسلسل دراما بدأ عرضه في سنة 1990. بلغ عدد مواسم المسلسل 34 موسما، بلغ عدد حلقاته 6,927 حلقة (حتى 16 مايو 2024)، تم بث المسلسل لأول مرة بتاريخ 1 أكتوبر 1990 على قناة آر تي إل 4. هو أطول مسلسل دراما في هولندا. من بطولة كارولين دي بروين، ألكان كوكلو، فيري دودينز وستين فرانسين. يشاهد نحو مليون ونصف مشاهد كل حلقة. هو أوبرا الصابون الأعلى في معدلات المشاهدة في هولندا. يدور المسلسل حول حياة خمسة أسر وهي أسرة ألبرتس، أسرة ساندرز، أسرة دي جونغ، أسرة فان هوتن وأسرة بوويس. تقع الأحداث في بلدة خيالية تدعى ميرديك.

## روابط خارجية
- أوقات جيدة، أوقات سيئة على موقع IMDb (الإنجليزية)
- أوقات جيدة، أوقات سيئة على موقع كينوبويسك (الروسية)
- أوقات جيدة، أوقات سيئة على موقع قاعدة بيانات الفيلم (الإنجليزية)